# 玉川長太
| たまがわ ちょうた 玉川 長太 | たまがわ ちょうた 玉川 長太  |
| --------------------------- | ---------------------------- |
| 本名                        | 市川成紀                     |
| 生年月日                    | 1941年8月5日                 |
| 出生地                      | 中国.北京                    |
| ジャンル                    | 俳優・コメディアン・映画監督 |
| テンプレートを表示          |                              |

玉川 長太（たまがわ ちょうた、本名：市川成紀、1941年8月5日 - 没日不明）は、日本の元・俳優、元・コメディアン、元・映画監督。

## 経歴
中国北京出身。終戦後、東京都に引き揚げ。1964年に「ビクター歌のパレード」をきっかけに玉川良一の元に師事。1967年独立。1978年に舞台「天井知らず」で初主演。以降、芝居、俳優、芸人、映画プロデューサーとして幅広く活躍。

## 著書
- 練馬に大根がなくなった日（1981年 サンケイ出版[1]）

## 音楽作品

### シングル
| 発売日             | 面        | タイトル                         | 作詞                | 作曲      | 編曲      | 規格      | 規格品番  |
| CBSソニー          | CBSソニー | CBSソニー                        | CBSソニー           | CBSソニー | CBSソニー | CBSソニー | CBSソニー |
| ------------------ | --------- | -------------------------------- | ------------------- | --------- | --------- | --------- | --------- |
| 1979年             | A         | 天井知らず                       | 藤本義一            | 立花亮    | 丸山雅仁  | EP        | 06SH-469  |
| 1979年             | B         | 酔って候                         | 松倉久雄            | 佐伯一郎  | 丸山雅仁  | EP        | 06SH-469  |
| クラウンレコード   |           |                                  |                     |           |           |           |           |
| 1980年             | A         | 練馬に大根がなくなった日         | 松井千明 川野ただし | 松井千明  | 水島正和  | EP        | CW-1917   |
| 1980年             | B         | 華麗なるキャバレー人生           |                     |           |           | EP        | CW-1917   |
| 1981年             | A         | 男が男でなくなった日             |                     |           |           | EP        | CWA-67    |
| 1981年             | B         |                                  |                     |           |           | EP        | CWA-67    |
| ビクター           |           |                                  |                     |           |           |           |           |
| 1984年             | A         | パチンコマーチ～みんなのマーチ～ | 仲畑貴志            | 市川昭介  | 馬場良    | EP        | SV-7436   |
| 1984年             | B         | 穴があったら入りたい             | 仲畑貴志            | 市川昭介  | 馬場良    | EP        | SV-7436   |
| ワーナーパイオニア |           |                                  |                     |           |           |           |           |
| 1993年10月25日     | 1         | 平成元禄夢芝居                   | 東海林良            | 三柴理    | 三柴理    | EP        | WPDL-4376 |
| 1993年10月25日     | 2         | HAPPY HAPPY・日本                | 東海林良            | 三柴理    | 三柴理    | EP        | WPDL-4376 |
| 1993年10月25日     | 3         | 平成元禄夢芝居（カラオケ）       | ー                  | 三柴理    | 三柴理    | EP        | WPDL-4376 |
| 1993年10月25日     | 4         | HAPPY HAPPY・日本（カラオケ）    | ー                  | 三柴理    | 三柴理    | EP        | WPDL-4376 |

## 出演映画
「出典」映画.com
- 恋人と呼んでみたい 1968年2月1日 日活
- 異常性愛ハレンチ 69年2月21日 東映
- 不良番長 練鑑ブルース 1969年6月14日 東映
- 不良番長 送り狼 1969年7月31日 東映
- 遊侠列伝 1970年7月4日 東映
- 喜劇トルコ風呂王将戦 1971年8月26日 東映
- ポルノ時代劇忘八武士道 1973年2月3日 東映
- 温泉おさな芸者 1973年7月4日 東映
- はだしのゲン PART3 ヒロシマのたたかい 1980年7月5日 現代ぷろだくしょん
- おれは男だ! 完結編 1987年 松竹
- もうひとつの原宿物語 1990年10月27日
- ふざけろ! (監督) 1991年6月29日 松竹
- 激走トラッカー伝説 (プロデューサー) 1991年6月29日 松竹
- 幻想のParis 1992年3月21日 ヒーローコミュニケーションズ
- イルカに逢える日 (制作総指揮) 1994年11月5日 ヒーローコミュニケーションズ
- 天使のウィンク 日光猿軍団 (制作総指揮) 1995年4月15日 ヒーローコミュニケーションズ

## 出演ドラマ
「出典」テレビドラマデータベース『
- 忍者ハットリくん+忍者怪獣ジッポウ 第24話「見ザル聞カザル云ワザルでござる」（1967年、NET / 東映） - 泥棒
- おやじ太鼓
  - 第一部第12話
  - 第二部 第43話
- 昔三九郎 第13話
- プレイガールシリーズ（東京12Ch / 東映）
  - プレイガール
    - 第18話「新宿喜劇 女のムシが騒ぐとき」（1969年）
    - 第27話「悪魔よ女の目を覚ませ」（1969年）
    - 第80話「女をひと皮むいたとき」（1970年）
    - 第81話「男殺し用心棒」（1970年）
    - 第83話「ぼん太の田舎っぺ残侠伝」（1970年）
    - 第107話「狂い咲き残侠伝」（1971年）
    - 第117話「ギャング、父ありき」（1971年）
    - 第130話「江戸ッ子恋仁義」（1971年）
    - 第132話「欲望という名の欠陥車」（1971年）
    - 第148話「蝶々・新伍のとめてくれるな，おっ母さん!」（1972年）
    - 第158話「暴力教師、爆発す!」（1972年）
    - 第184話「真夜中の美少年」（1972年）
    - 第191話「女の任侠」（1972年）

  - プレイガールQ
    - 第58話「ラブ・ホテル殺人事件」（1975年）
- 女殺し屋 花笠お竜 第13話
- 特別機動捜査隊 第439話 第654話
- あしたからの恋 第12話
- 江戸川乱歩シリーズ 明智小五郎 第8話
- おさな妻 第11話
- おれは男だ！ 第8話
- 徳川おんな絵巻 第37話
- 好き! すき!! 魔女先生 第4話
- 青空浪人 第2話、第3話
- 弥次喜多隠密道中 26話
- キイハンター 第187話
- 天皇の世紀 第9話
- 青春をつっ走れ 第12話
- あしたに駈けろ!第1話
- 必殺仕掛人 第20話
- 太陽にほえろ!第10話
- 泣くな青春 第8話
- 隼人が来る 第4話
- 中山九里
- マドモアゼル通り 第2話
- 新諸国物語 笛吹童子第9話
- 吉良の仁吉血煙り荒神山
- 非情のライセンス 第5話、第8話
- GO!GOスカイヤー レギュラー
- どてらい男 第63話?第73話
- 右門捕物帳 第13話
- 夜明けの刑事 第1話
- 俺たちの勲章 第9話
- 伝七捕物帳 第72話
- 遠山の金さん 第19話
- プロレスの星 アステカイザー レギュラー
- 大江戸捜査網 第169話
- 気まぐれ本格派 第2話
- もう一人の乗客
- 新五捕物帳 第20話
- 浮浪雲
- 若さま侍捕物帳 第12話
- 江戸の旋風IV 第7話
- 熱中時代・刑事編 第18話「誘拐された娘たち」（1979年、NTV） - 下田
- 鬼平犯科帳 第17話
- 西村京太郎サスペンス 十津川警部シリーズ（渡瀬恒彦）版
  - 13 特急「しなの21号」殺人事件（1997年9月29日）
  - 28 陸中海岸殺意の旅（2003年3月24日）- 取り込み詐欺犯、元・パチンコ店員 大森昌一 役
- 待っている妻
- 翔ぶ男 第1話
- 車椅子の弁護士・水島威7.10
- 法医学教室の事件ファイル 第12話
- 殺人銀行
- 警察医・花井吾朗の殺人カルテ
- 検事近松茂道 第2話
- 元カレ 第2話
- 新・天までとどけ 第8話.第9話
- 子連れ狼完結篇 第6話